# 大阪アメニティパーク
大阪アメニティパーク（おおさかアメニティパーク）は、大阪府大阪市北区天満橋一丁目を中心とした約5haのエリアにある複合施設である。略称はOAP。三菱マテリアルと三菱地所が共同で行った三菱金属（現：三菱マテリアル）大阪製錬所跡地の再開発として、1996年から2000年にかけて順次開業した。
核となる高層ビルはOAPタワー（軒高176m）である。大川（旧淀川）のほとりのウォーターフロントという恵まれた立地を活かし、オフィス、ホテル（帝国ホテル大阪）、ショッピングエリア、高層住宅などが集約した大規模複合開発プロジェクトであった。所々に製錬所を模した建築デザインになっている。一部箇所は当時の建築物を移設・復元したものを使用している。また、分譲されたOAPレジデンスタワーを除いた施設全体は「OAPタワーズ」と呼ばれている。
OAPに面して流れている大川では遊覧船「アクアライナー」・グルメ・ミュージック船「ひまわり」が運航しており、OAP内にある大阪水上バスOAP港から乗船することが出来る。

## 主要施設
- OAPタワー：オフィス・レストラン・商業施設
ビル固有の郵便番号は530-60xx（xxは階層、地下・階層不明は530-6090）。
- 帝国ホテル大阪
  - 客室数381室
  - 宴会場20
  - レストラン・バー8
  - フィットネスクラブ
- 帝国ホテルプラザ大阪（29店舗）
- OAPレジデンスタワー（住宅棟）西館
- OAPレジデンスタワー（住宅棟）東館
- アートコートギャラリー
- 天満労働基準監督署
- 三菱UFJ銀行ATMコーナー
- 大阪OAPタワー内郵便局
- 大阪水上バス「アクアライナー」「ひまわり」OAP港

## 交通アクセス
- 鉄道
  - 大阪環状線「桜ノ宮駅」徒歩5分
  - JR東西線「大阪天満宮駅」徒歩7分
  - OsakaMetro（谷町線・堺筋線）「南森町駅」徒歩10分
- バス
  - 大阪バス 帝国ホテル大阪停留所 下車すぐ
  - 大阪シティバス 源八橋停留所 徒歩4分
  - 大阪シティバス 東天満停留所 徒歩5分
  - 無料シャトルバス（梅田、本町、南森町、淀屋橋）

## 沿革
- 1891年：宮内庁御料局生野支庁付属大阪精錬所として発足
- 1896年：三菱合資会社が払下げを受ける
- 1918年4月：三菱鉱業（後の三菱鉱業セメント）設立、三菱合資会社より鉱業事業を継承
- 1950年4月：太平鉱業（後の三菱金属）設立、三菱鉱業の金属部門を継承
- 1989年：大阪製錬所を閉炉。金製錬部門を直島製錬所、銅製錬部門を堺工場に移管
- 1990年12月：三菱金属と三菱鉱業セメントが合併。三菱マテリアルが発足
- 1996年1月：OAPタワー竣工
- 1998年
  - 2月：OAPアートコート竣工
  - 3月：OAPレジデンスタワー東館入居開始
- 2000年12月：OAPレジデンスタワー西館入居開始

## 備考
土壌汚染や地下水汚染の事実を隠匿して住居を分譲していたことが、後に発覚し問題となった。

## 周辺情報
- 桜之宮公園
- 造幣局